# Проєкт «Озма»

Радіотелескоп Грін-Банк

Проєкт «Озма» — один із перших експериментів SETI, розпочатий 1960 року астрономом Корнелльського університету Френком Дрейком у Національній радіоастрономічній обсерваторії в Грін-Банку, Західна Вірджинія. Метою експерименту був пошук слідів позаземних цивілізацій у найближчих зоряних системах за допомогою радіохвиль. Програму назвали на честь принцеси Озми, правительки вигаданої країни Оз із книг Френка Баума. Пошук описано в статтях у популярних тогочасних ЗМІ, таких як журнал Тайм і названо першим сучасним експериментом SETI.

## Перший експеримент
Дрейк використовував радіотелескоп діаметром 26 метрів, щоб дослідити зірки Тау Кита та Епсилон Ерідана на частоті 1,42 ГГц. Обидві зірки належать до числа найближчих до Сонця, і тоді вважалися одними з найімовірніших кандидатів на наявність планет. Отримана при радіоскануванні інформація зберігалася на плівку для подальшого аналізу. За чотири місяці отримано 150 годин записів, помітних сигналів під час їх аналізу не виявлено. Помилковий сигнал зафіксовано 8 квітня 1960 року, проте пізніше визначили, що його викликав проліт літака.
Приймач був налаштований на довжину хвилі 21 см, що відповідає випромінюванню міжзоряного водню. Вважалося, що ця хвиля може бути певним універсальним стандартом та орієнтиром для цивілізацій, які намагаються встановити міжзоряний зв'язок.

## Другий експеримент
Другий експеримент, названий «Озма II», провели в тій самій обсерваторії Бенджамін Цукерман та Патрік Палмер. Протягом 1973—1976 років досліджено понад 650 найближчих зірок, проте позитивних результатів не отримано. Вони відстежували смугу 10 МГц із роздільністю 52 кГц і смугу 625 кГц із роздільністю 4 кГц. Спектрометр був налаштований на лінію водню 21 см в нерухомій системі координат кожної зі спостережуваних зір.